# Vääräjärvi (sjö i Toivakka, Mellersta Finland)
Vääräjärvi är en sjö i kommunen Toivakka i landskapet Mellersta Finland i Finland. Den är 4,8 meter djup. Arean är 45 hektar och strandlinjen är 5,3 kilometer lång. Sjön  ingår i Kymmene älvs huvudavrinningsområde.   Den ligger omkring 20 kilometer öster om Jyväskylä och omkring 240 kilometer norr om Helsingfors. 